# Lennart Svensäter
Åke Lennart Svensäter, född 2 mars 1953, är en svensk jurist.
Efter genomgången domarutbildning blev Lennart Svensäter hovrättsassessor i Hovrätten över Skåne och Blekinge 1987. Han blev juris doktor på avhandlingen Anställning och upphovsrätt 1991, verkade därefter som domare i Malmö tingsrätt 1993–2007 samt var lagman i Helsingborgs tingsrätt 2007–2009. Svensäter var hovrättspresident i Hovrätten över Skåne och Blekinge 2009–2021.